# کپل کورپوریشن
کپل کورپوریشن (به انگلیسی: Keppel Corporation) شرکت خوشه‌ای سنگاپوری است، که در زمینه کشتی‌سازی، ساخت سازه‌های دریایی، زیرساخت‌های مخابراتی، تجارت انرژی و توسعه املاک و مستغلات فعالیت می‌کند.
شرکت کپل در سال ۱۹۶۸ توسط شرکت تماسک تأسیس شد و در حال حاضر بزرگترین شرکت کشتی‌سازی سنگاپور می‌باشد و به‌عنوان یکی از بزرگترین سازندگان سکوهای نفتی فراساحلی در جهان نیز به‌شمار می‌آید.
دفتر مرکزی این شرکت در سنگاپور قرار دارد و بخشی از سهام آن در بازار بورس سنگاپور معامله می‌شود.